# Apparitore
Gli apparitori erano, soprattutto nel quindicesimo secolo, degli addetti dei comuni incaricati di preannunziare l'arrivo dei carri dei monatti, con il suono di un campanello, che tenevano ai piedi o alla cintola. Ne parla Manzoni nei promessi sposi (cap. XXXII e seguenti) rifacendosi agli studiosi della peste di Milano del 1630 (ad esempio il Tadino), e indicando anche le pesanti accuse che erano rivolte agli apparitori e ai monatti, addirittura che lasciassero cadere apposta dai carri robe infette, per propagare e mantenere la pestilenza (cap. XXXII).
Nel capitolo XXXVI de I Promessi Sposi, Renzo alla ricerca di Lucia si "traveste" da apparitore per riuscire a introdursi indisturbato nelle corsie femminili del lazzaretto di Milano, indossando al piede un campanello; quando a un certo punto un commissario gli rivolge degli ordini, decide allora di sbarazzarsi del campanello, ritenendo di poter avere più impicci che vantaggi da quel travestimento.